# Гавелкова, Гелена
Гелена Гавелкова (чеш. Helena Havelková; род. 25 июля 1988 года, Фридлант) — чешская волейболистка-доигровщица.

## Биография
Гелена родилась 25 июля 1988 года в Фридланте. Начала волейбольную карьеру в клубе «Либерец».
На протяжении своей карьеры выступала за клубы:
- Либерец (2003—2004)
- Славия Прага (2004—2007)
- Сассуоло (2007—2009)
- Унет-Ямамай Бусто-Арсицио (2009—2012)
- Динамо (Краснодар) (2012—2013)[3]
- Эджзаджибаши (2013—2014)
- Унет-Ямамай Бусто-Арсицио (2014—2015)
- Хемик (2015—2016)
- Шанхай (2016—2017)
- Монца (2017—2018)
- Динамо (Москва) (2018—2020)[4][5]

С 2007 года играет за сборную Чехии. Участница чемпионата мира 2010 года и пяти чемпионатов Европы (2007, 2009, 2011, 2015, 2017).

## Достижения

### С клубами
- Двукратный победитель розыгрышей Кубка ЕКВ (2010, 2012).
- Обладатель Кубка вызова ЕКВ 2013.
- Серебряный призёр Лиги чемпионов ЕКВ 2015.
- Чемпионка Италии 2012.
- Обладатель Кубка Италии 2012.
- Обладатель Суперкубка Италии 2012.
- Чемпионка Польши 2016.
- Обладатель Кубка Польши 2016.
- Обладатель Суперкубка Польши 2015.
- Чемпионка России 2019.
- Обладатель Кубка России 2018.
- Обладатель Суперкубка России 2018.
- Чемпионка Пуэрто-Рико 2024.

### Личные
- Самый результативный игрок Женской волейбольной Евролиги 2011
- Лучшая принимающая Женской волейбольной Евролиги 2012
- Лучшая доигровщица Лиги чемпионов ЕКВ 2014/2015
- Лучшая подающая Кубка России 2018